# Boss (TV-serie)
Boss är en amerikansk politisk dramaserie med Kelsey Grammer i huvudrollen. Serien skildrar borgmästaren Tom Kane och hans kamp för att framgångsrikt styra Chicago. Kane diagnosticeras med en hjärnsjukdom, men beslutar sig för att undanhålla sin omgivning detta faktum. Med ett rent bekvämlighetsäktenskap, hunsade medarbetare och ambitiösa vänner kan Toms tilltagande demens ta sig dramatiska uttryck utan att någon reagerar. Hans beteende blir allt mer irrationellt, medan ingen i hans omgivning märker det, eller törs säga något.
Serien nominerades till två Golden Globes 2012. Serien som helhet nominerades till bästa dramaserie, men förlorade mot Homeland, medan Kelsey Grammer nominerades till bästa skådespelare och vann.
Den 20 november 2012 gick TV-kanalen Starz, som sänt programmet, ut med att serien lagts ner. Man diskuterar en långfilm, ämnad att knyta ihop seriens handling till ett avslut.